# Mykale
Mycale (także Mycǎlé, Mukalê, Mykale, Mycali, tur. Samsun Daği) – góra na zachodnim wybrzeżu centralnej Anatolii w Turcji położona na północ od rzeki Menderes i naprzeciw wyspy Samos.
Na jej stokach miała miejsce Bitwa pod Mykale w 479 p.n.e. kończąca drugą wojnę perską.